# Fawziya Abdoulkarim
Fawziya Abdoulkarim (1 de março de 1989) é uma voleibolista camaronesa. 

## Carreira
Fawziya Abdoulkarim em 2016, representou a Seleção Camaronesa de Voleibol Feminino nos Jogos Olímpicos de Verão no Rio de Janeiro, que foi 12º colocada.